# Orchesia bryophila
Orchesia bryophila là một loài bọ cánh cứng trong họ Melandryidae. Loài này được Lea miêu tả khoa học năm 1920.